# Bahnhof Maihama

Der Bahnhof Maihama (jap. 舞浜駅, Maihama-eki) befindet sich in Urayasu in der Präfektur Chiba, Japan. Er liegt direkt nördlich des Tokyo Disney Resort und wird hauptsächlich von dessen Besuchern genutzt.

## Geschichte
Der Bahnhof wurde am 1. Dezember 1988 eröffnet. Seitdem verfügt das Tokyo Disney Resort ebenfalls über eine Zugangsmöglichkeit per Schienenverkehr. Als Bahnhof der JR East Keiyō-Linie besteht ein direkter Anschluss an den Bahnhof Tokio.
Mit der Eröffnung des Nordausgangs am 23. Juli 2001 erhielt der Bahnhof sein gegenwärtiges Aussehen.

## Bauart und Gleise
Der Bahnhof ist in der Bauart eines Durchgangsbahnhofs erbaut. Er hat zwei Gleise, die von einem Mittelbahnsteig aus genutzt werden. Neben dem Anschluss an den öffentlichen Nahverkehr mit den JR-Linien befindet sich im westlichen Teil des Bahnhofs das Terminal der Einschienenbahn Disney Resort Line, welche als Zubringer zu den einzelnen Teilen des Tokyo Disney Resort dient.
Darüber hinaus ist im Bahnhofsgebäude ein Hotel namens Dream Gate Maihama untergebracht.

## Bahnsteige
| 1 | ▉ Keiyō-Linie     | Nishi-Funabashi • Soga                                                        |
| 1 | ▉ Musashino-Linie | Nishi-Funabashi • Minami-Urawa • Fuchū-Honmachi (hält nur am Wochenende hier) |
| 2 | ▉ Keiyō-Linie     | Tokio                                                                         |
| 2 | ▉ Musashino-Linie | Shin-Kiba • Tokio (hält nur am Wochenende hier)                               |

## Linien
Der Bahnhof wird von den JR East-Linien Keiyō und Musashino angefahren. Außerdem besteht Anschluss an die privat betriebene Disney Resort Line. Wichtiger Nachbarhalt ist der Bahnhof Shin-Kiba.
| Verlauf der Keiyō-Linie |
| --- |
| Tokyo • Hatchōbori • Etchūjima • Shiomi • Shin-Kiba • Higashi-Kasairinkaikōen • Maihama • Shin-Urayasu • Ichikawa-Shiohama • Nishi-Funabashi • Futamatashimmachi • Minami-Funabashi • Shin-Narashino • Kaihimmakuhari • Kemigawahama • Inagekaigan • Chibaminato • Soga |

## Stationsmelodie

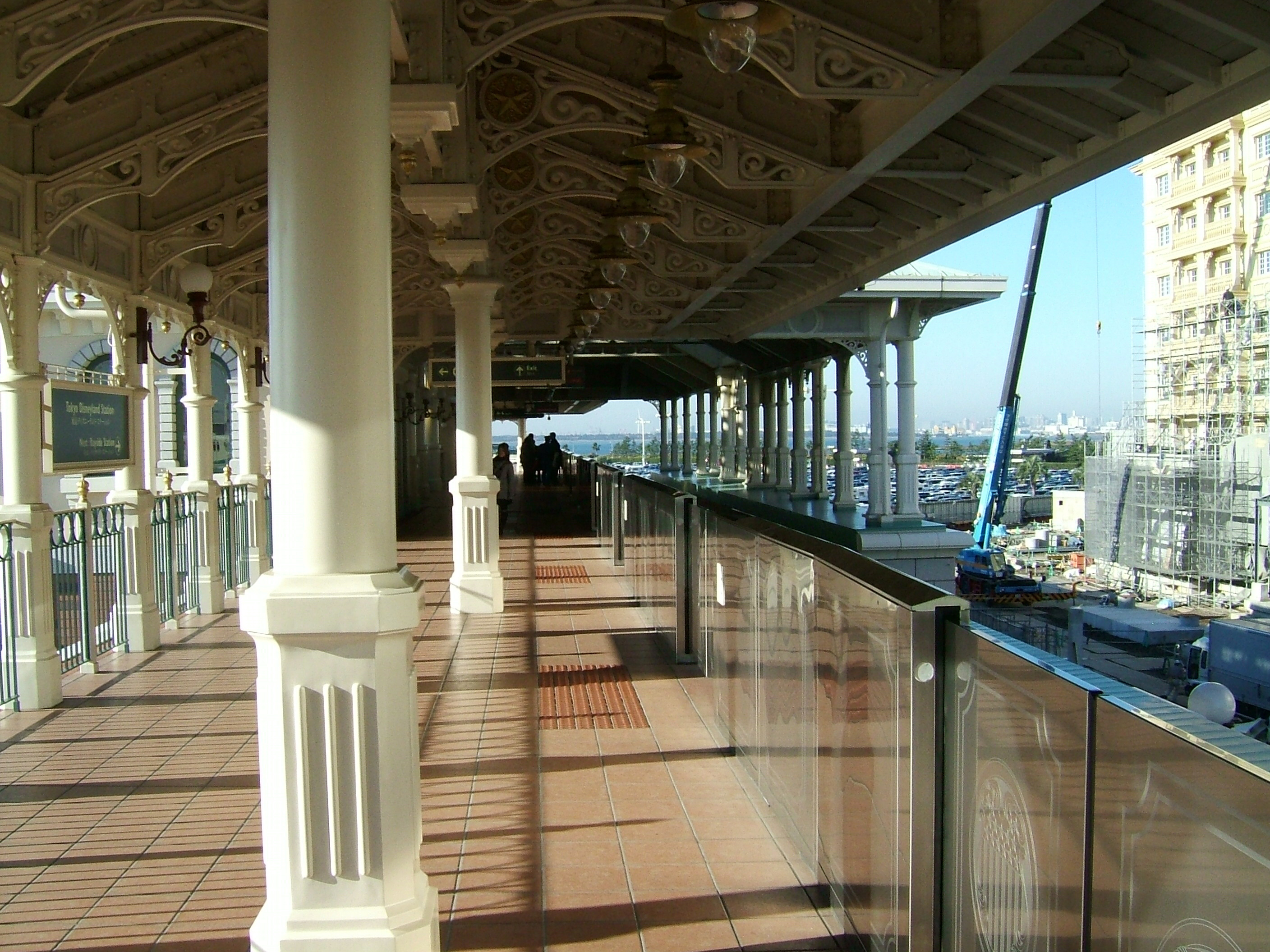
Bahnsteig Disney Resort Line

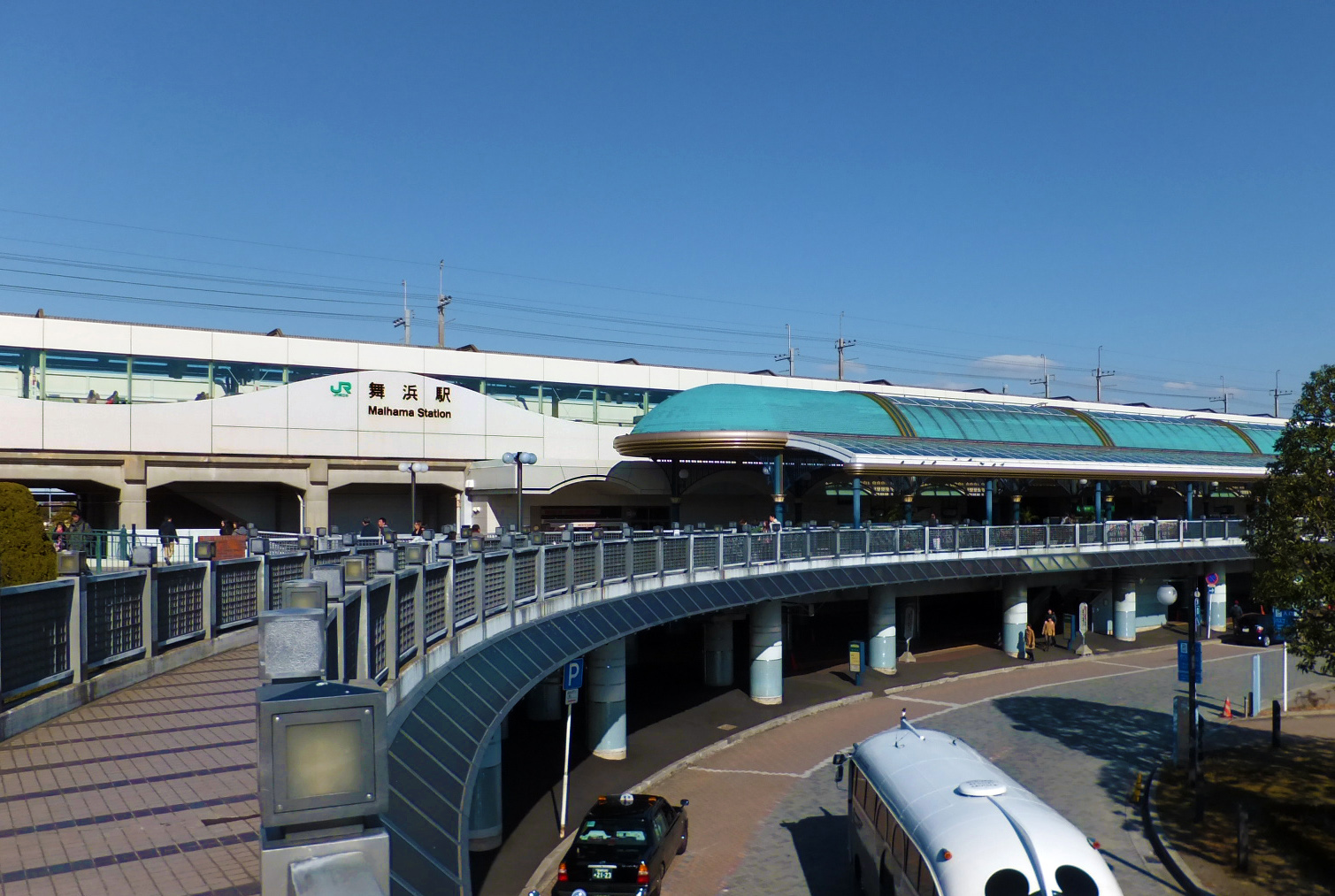
Bahnhof Maihama (Keiyō-Linie)

Im Zeitraum vom 14. Juli 2004 bis 14. April 2008 kam als Stationsmelodie ein Ausschnitt aus Zip-a-Dee-Doo-Dah zur Anwendung.
Dieser Titel findet unter anderem Verwendung im Disney-Film Song of the South von 1946. Mit der Auswahl dieses Titels soll die Verbundenheit des Bahnhofs (sprich räumliche Nähe) zum Tokyo Disney Resort zum Ausdruck gebracht werden. Am 15. April 2008, dem 25. Jahrestag der Eröffnung des Resort, wurde der Titel allerdings durch einen Ausschnitt aus The dream goes on abgelöst. Dieser Titel wurde als Teil der Feierlichkeiten zum 25-jährigen Jubiläum des Resort komponiert und getextet. Die Verwendung dieser Melodie als Stationsmelodie ist allerdings auf das Jubiläumsjahr beschränkt.

## Nutzung
Im Jahr 2017 wurde der Bahnhof von durchschnittlich 79.063 Fahrgästen am Tag genutzt, der damit Rang 57 von über 900 auf der Rangliste der meist genutzten Bahnhöfe der JR East im Jahr 2017 einnahm. Der Großteil der Fahrgäste sind Besucher des nahe gelegenen Tokyo Disney Resort.